# Kokozivka, Dîkanka
Kokozivka (în ucraineană Кокозівка) este un sat în comuna Ceapaievka din raionul Dîkanka, regiunea Poltava, Ucraina.

## Demografie
Componența lingvistică a localității Kokozivka
     Ucraineană (100%)
Conform recensământului din 2001, toată populația localității Kokozivka era vorbitoare de ucraineană (100%).